# 왜선포항
왜선포항은 경상남도 거제시 둔덕면 술역리에 있는 어항이다. 2003년 2월 3일 어촌정주어항으로 지정하여 관리하고 있다. 시설관리자는 거제시장이다.

## 어항 연혁
- 화도 남단 임진왜란때 왜선이 침입하였다 하여 왜선포라 하기도 하며 시원한 바닷가에 신선이 내려와 누워 잠을 잣으니 와선포(臥仙浦)라 하며 높이 115.3m 와선산(臥仙山)에 삼각점(三角点)이 있다.

## 어항 구역
- 수역: 미지정(거제시 둔덕면 술역리 880-12번지 수역)
- 육역: 미지정

## 어항 시설
- 물양장, 방파제, 선착장

## 주요 어종
- 굴, 멍게, 장어, 노래미, 멸치